# El principio poético

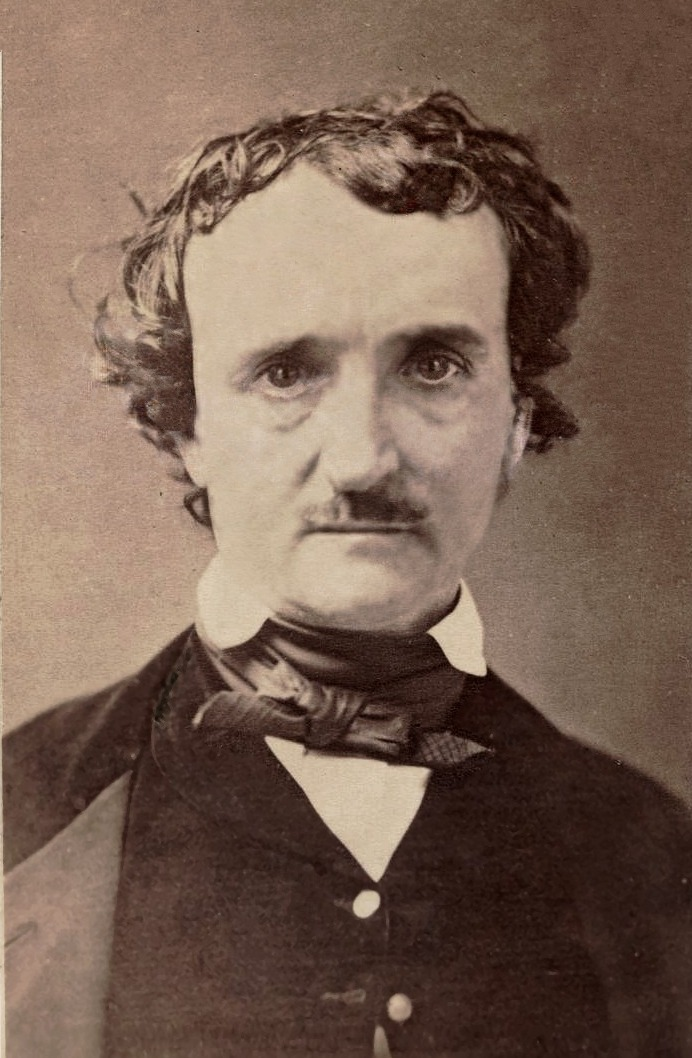
Edgar Allan Poe (1809 - 1849).

El principio poético (The Poetic Principle en el inglés original) es un ensayo de Edgar Allan Poe, escrito a poco tiempo de su muerte y publicado póstumamente en 1850 en el Home Journal. Es un trabajo de crítica literaria en el que Poe presenta su teoría literaria, que está basado en una serie de conferencias que el autor había dado durante sus últimos años de vida.

## Sinopsis
El ensayo argumenta que se debe escribir un poema "por un poema" y que la última meta del arte es estética. También debate con el concepto de un poema largo, afirmando que una épica, si es que quiere valer algo, debe en cambio estar estructurada en una colección de partes más pequeñas, las cuales deben ser lo suficientemente cortas como para leerlas de una sola sentada.
El ensayo critica las obras de los poetas de su tiempo. Su mayor queja es contra el didactismo, al que llama una "herejía". Si bien en este ensayo Poe se refiere a la poesía, se cree que su filosofía contra el didactismo se extendía también a la ficción.

## Orígenes
El ensayo está basado en una conferencia que Poe dio en Providence, Rhode Island en el Liceo Franklin. Se informó que la conferencia atrajo una audiencia de dos mil personas.
Algunos estudiosos de Poe han sugerido que El principio poético estaba inspirado en parte por el fracaso crítico de dos de sus poemas más tempranos, Al Aaraaf y Tamerlán, después de los cuales no volvió a escribir otro poema extenso. De esta experiencia, el escritor conjeturaba que los poemas largos eran incapaces de sostener un clima apropiado o mantener una forma poética de alta calidad y están, por lo tanto, inherentemente viciados. Algunos críticos sugieren que el autor escribió esta teoría para poder justificar porqué Al Aaraaf y Tamerlán fueron impopulares.